# Pra Sempre (álbum de Roberto Carlos)
Pra Sempre é um álbum de estúdio do cantor e compositor Roberto Carlos, de 2003. Com forte apelo emotivo, é dedicado em memória de sua esposa Maria Rita, falecida em dezembro de 1999. O maior destaque é a faixa que abre o disco, a sentimental "Pra Sempre". Outros destaques são o blues "O Cadillac", parceria com Erasmo, e a "Todo Mundo Me Pergunta". O álbum vendeu mais de 1,5 milhão de cópias e recebeu disco de diamante.

## Faixas[4]
| Nº  | Título                    | Composição                   | Duração |
| --- | ------------------------- | ---------------------------- | ------- |
| 1.  | "Pra Sempre"              | Roberto Carlos               | 6:21    |
| 2.  | "Todo Mundo Me Pergunta"  | Roberto Carlos               | 5:26    |
| 3.  | "Acróstico"               | Roberto Carlos               | 3:41    |
| 4.  | "Com Você"                | Roberto Carlos               | 4:57    |
| 5.  | "O Encontro"              | Roberto Carlos               | 4:53    |
| 6.  | "Como Eu Te Amo"          | Mauro Motta-Carlos Colla     | 4:32    |
| 7.  | "O Cadillac"              | Roberto Carlos-Erasmo Carlos | 4:55    |
| 8.  | "Seres Humanos"           | Roberto Carlos-Erasmo Carlos | 5:45    |
| 9.  | "História de Amor"        | Lula Barbosa-Pedro Barezzi   | 4:20    |
| 10. | "Eu Vou Sempre Amar Você" | Eduardo Lages-César Augusto  | 4:20    |